# Like - Tutto ciò che piace
Like - Tutto ciò che piace è un programma televisivo italiano in onda su LA7 dal 23 marzo 2019.

## Il programma
Il programma va in onda il sabato. Il magazine si articola in interviste, rubriche di informazione su cibo, moda, cultura, tecnologia, design, arte, viaggi e made in Italy.